# Herb Kohl
Herbert H. Kohl (Milwaukee (Wisconsin), 7 februari 1935 – aldaar, 27 december 2023) was een Amerikaans politicus. Hij was van 1989 tot 2013 namens de Democratische Partij lid van de Senaat.

## Biografie

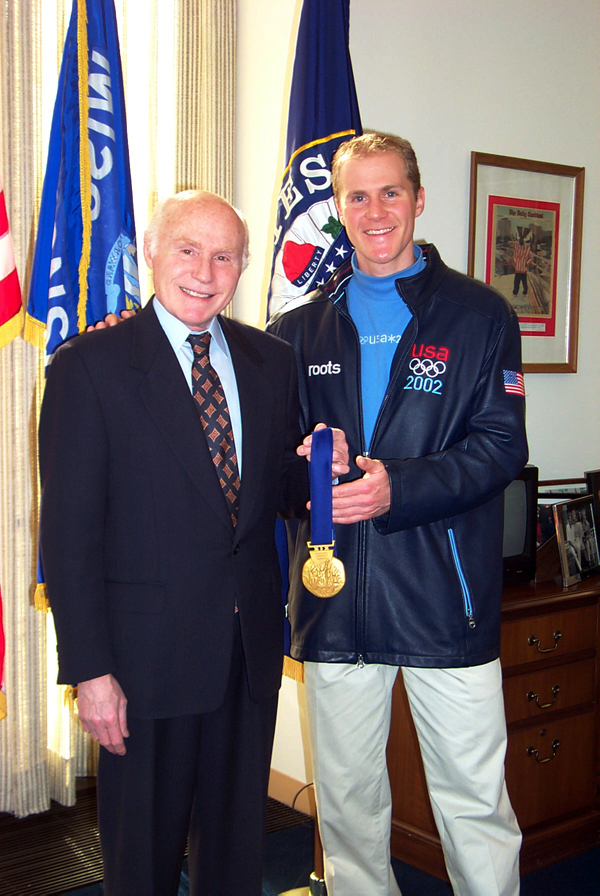
Kohl met Olympisch goud-sprinter Casey FitzRandolph, 2002

Kohl werd geboren in een Joods gezin in Milwaukee, Wisconsin. Hij behaalde zijn bachelor aan de universiteit van Wisconsin in 1956, en een master in business administration aan Harvard in 1958. Hij diende in de Nationale Reserve van 1958 tot 1964. Hij was voorzitter van de Democratische partij in Wisconsin van 1975 tot 1977. In 1988 werd hij in de Amerikaanse Senaat gekozen en herkozen in 1994, 2000 en 2006.
Voordat hij werd gekozen in de senaat, hielp Kohl met het uitbouwen van het familiebedrijf, een keten van kruidenierswinkels. Hij was hiervan president van 1970 tot het bedrijf in 1979 werd verkocht. Daardoor was Kohl op dat moment de senator met het meeste geld. Zij vermogen wordt geschat op zo’n 225 miljoen dollar. Vanuit deze achtergrond is de campagneslogan ‘Nobody’s Senator but Yours’ ontstaan. Suggestie daarachter is dat Kohl ongevoelig was voor giften van lobbygroepen.
Kohl was een sportliefhebber. In 1985 kocht hij het NBA-team Milwaukee Bucks, om te voorkomen dat zij uit Milwaukee zouden vertrekken. Hij doneerde ook 25 miljoen dollar aan de University of Wisconsin-Madison voor de bouw van een nieuw stadion. In 1990 richtte hij eigen goede doelenstichting op.
Kohl overleed op 88-jarige leeftijd.

## Politiek
In de Senaat stond Kohl bekend als een iemand die vaak voor wethervormingen stemt. Hij gaf lange tijd steun aan het streven om de grondwet te amenderen om te komen tot een evenwichtige begroting. Hij was een van de weinige Democraten die in 2001 voor belastingkorting stemde. Kohl was voor de vrije keuze voor vrouwen die een abortus willen plegen en tegen de doodstraf. In 2005 realiseerde de senator een van zijn persoonlijke speerpunten: pistolen moeten voorzien worden van een kinderslot.
- International Standard Name Identifier: 0000 0004 4773 3770
- Library of Congress Control Number: n2005171242
- SNAC: w6jv0g40
- Biographical Directory of the United States Congress: K000305
- Virtual International Authority File: 315532935
- WorldCat: E39PBJrrwj9GCmBvCPfRPMCmh3